# Naoyuki Fujita
Naoyuki Fujita (藤田 直之 Fujita Naoyuki?), född 22 juni 1987, är en japansk fotbollsspelare som spelar för Vissel Kobe.
Fujita debuterade för Japans landslag den 5 augusti 2015 i en 1–1-match Sydkorea.